# 微山県
微山県（びざん-けん）は、中華人民共和国山東省済寧市に位置する県。県政府所在地は夏鎮街道。県の花は蓮。

## 地理
県域は大半が微山湖で、湖周辺の一部の土地も含まれる。微山湖はアカハジロ、ソデグロヅル、サカツラガン、マナヅルなどの渡り鳥の渡来地で、2018年にラムサール条約登録地となった。

## 歴史
1953年に微山県が設置される。

## 行政区画
下部に3街道、11鎮、1郷を管轄する。
- 街道:夏鎮街道（中国語版）、昭陽街道、傅村街道（中国語版）
- 鎮:韓荘鎮、歓城鎮（中国語版）、南陽鎮、魯橋鎮、留荘鎮、両城鎮、馬坡鎮、趙廟鎮、張楼鎮、微山島鎮（中国語版）、西平鎮
- 郷:高楼郷

## 文化
馬坡鎮は、梁山伯と祝英台伝説発祥の地で、現在も明朝年間の2人の墓がある（ただし、他に中国には9箇所存在する）。